# Mieczysław Siemierski
Mieczysław Siemierski, w latach 1934–1960 Mieczysław Siekiera (ur. 9 stycznia 1934 w Królewskiej Hucie, zm. 23 sierpnia 1997) – polski piłkarz grający na pozycji pomocnika.
Siemierski jest wychowankiem Ruchu Chorzów, w którym występował w latach 1946–1954 i dwukrotnie zdobył z nim mistrzostwo Polski (1952, 1953). W 1955 roku otrzymał powołanie do wojska i służbowe oddelegowanie do Legii Warszawa, z którą dwukrotnie sięgnął po krajowy dublet zdobywając mistrzostwo (1955, 1956) oraz Puchar Polski (1955, 1956). Po zakończeniu służby wojskowej wrócił do Ruchu Chorzów. W sezonach 1957 i 1958 wystąpił we wszystkich dwudziestu dwóch spotkaniach ligowych w pełnym wymiarze czasowym, zaś w sezonie 1960 został po raz piąty w karierze mistrzem Polski.
Z wykształcenia był technikiem mechanikiem oraz absolwentem Akademii Wychowania Fizycznego.

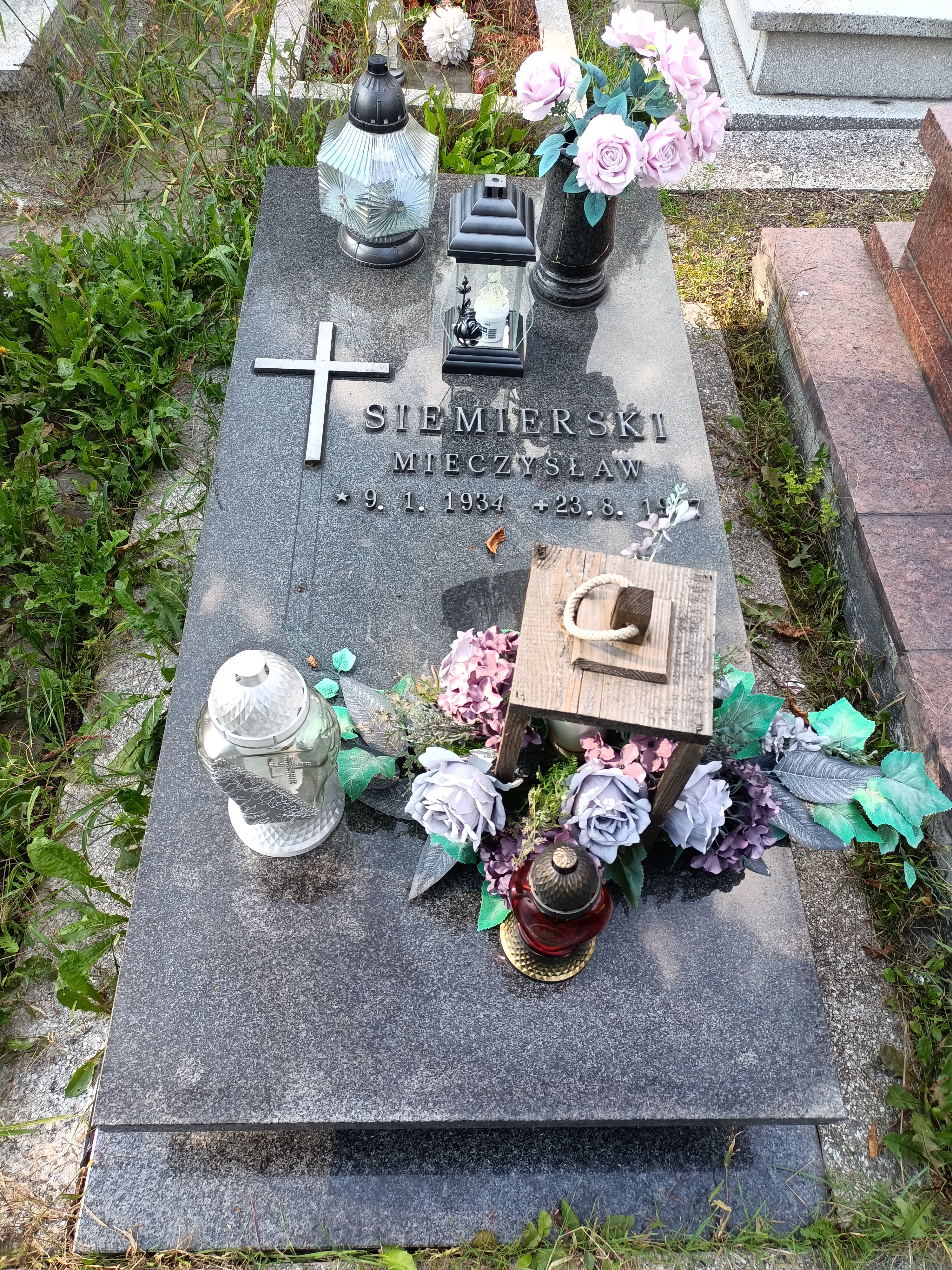
Grób Mieczysława Siemierskiego